# Chryzostom II (arcybiskup Cypru)
Chryzostom, imię świeckie Irodotos Dimitriu (gr. Ηρόδοτος Δημητρίου, ur. 10 kwietnia 1941 w Tale, zm. 7 listopada 2022) – zwierzchnik Cypryjskiego Kościoła Prawosławnego z tytułem Wielce Błogosławionego Arcybiskupa Nowej Justyniany i całego Cypru.

## Życiorys
Po ukończeniu szkoły podstawowej został posłusznikiem w monasterze św. Neofita. Następnie został skierowany do gimnazjum w Pafos, które ukończył w 1963. 3 listopada tegoż roku został wyświęcony na diakona. W 1968 został przyjęty na Wydział Teologiczny Uniwersytetu Ateńskiego, który ukończył w 1972. W tym samym roku, po wyświęceniu na prezbitera został wybrany ihumenem monasteru św. Neofita. 26 lutego 1978 wyświęcony na biskupa i wybrany metropolitą Pafos.
5 listopada 2006 został zwierzchnikiem Cypryjskiego Kościoła Prawosławnego. Uroczysta intronizacja miała miejsce 12 listopada 2006 w cerkwi katedralnej św. Jana Teologa w Nikozji.
W czerwcu 2016 r. uczestniczył w Soborze Wszechprawosławnym na Krecie.

## Odznaczenia
- Order Księcia Jarosława Mądrego I klasy – Ukraina (2013)[3]